# AP4B1
La subunidad compleja AP-4 beta-1 es una proteína que en humanos está codificada por el gen AP4B1.

## Función
Los complejos de la proteína adaptadora heterotetramérica (AP) clasifican las proteínas integrales de membrana en varias etapas de las vías endocíticas y secretoras. AP4 se compone de 2 cadenas grandes, beta-4 (AP4B1, esta proteína) y epsilon-4 (AP4E1), una cadena media, mu-4 (AP4M1) y una cadena pequeña, sigma-4 (AP4S1).

## Interacciones
Se ha demostrado que AP4B1 interactúa con AP4M1.

## Relevancia clínica
El tráfico mediado por complejos AP4 juega un papel crucial en el desarrollo y funcionamiento del cerebro.